# Cidade Gaúcha
Cidade Gaúcha é um município brasileiro do estado do Paraná. Sua população, conforme estimativas do IBGE de 2021, era de 13 000 habitantes.